# Tipula lactineipes
Tipula lactineipes är en tvåvingeart som beskrevs av Alexander 1961. Tipula lactineipes ingår i släktet Tipula och familjen storharkrankar.
Artens utbredningsområde är Madagaskar. Inga underarter finns listade i Catalogue of Life.